# جزيرة بسيس
تعرف جزيرة بسيس بجزيرة نادي التريس حيث كان يجتمع بها نخبة من الشباب في أوقات الفراغ لمناقشة بعض الامور السياسية والأدبية والاجتماعية. جزيرة التريس المتربعة على مساحة تقارب 5 هكتارات، تتشكل أراضيها من الحجر الرملي، مع المنحدرات الرملية المنخفضة، وبعض التلال المحيطة، و الصخور المتناثرة التي تتخللها بعض النباتات المحلية التي تنمو على الصخور الرملية، والحد الأقصى لارتفاع الجزيرة يبلغ 8 متر فوق مستوى سطح البحر. وتوفر أراضي الجزيرة مناطق لتعشيش طائر الخطاف البحري والبوغطاس، وأنواع أخرى من الطيور المهاجرة.

## جغرافيا
جزيرة بسيس، وهي عبارة عن صخرة مستطيلة الشكل، ترتفع عشرات الأمتار فوق مستوى سطح البحر، وتبلغ مساحتها نحو 600 متر مربع، قبالة شواطئ منطقة بسيس التي تعد أحد المقاصد في موسم الأصطياف.
وتختفي الجزر على طول امتداد الساحل الواقع غربي خليج سرت، في حين تتناثر مجموعة جزر شرقي الخليج مقابل ساحل شط البدين أجمل الشواطئ بالمنطقة، من أشهرها وأكبرها جزيرة الحبري المتربعة على مساحة تقارب 5 هكتارات، تتشكل أراضيها من الحجر الرملي، مع المنحدرات الرملية المنخفضة، وبعض التلال المحيطة، والصخور المتناثرة التي تتخللها بعض النباتات المحلية التي تنمو على الصخور الرملية، والحد الأقصى لارتفاع الجزيرة يبلغ 8 متر فوق مستوى سطح البحر.
وتوفر أراضي الجزيرة مناطق لتعشيش طائر الخطاف البحري والبوغطاس، وأنواع أخرى من الطيور المهاجرة التي تتخذ من الجزيرة والجزر الصغيرة المحيطة بها، كجزر العايمة، والشايبة، والمبرزة، والبيضا، نقاط للتوقف والاستراحة في فترة هجراتها الموسمية. وفي منطقة خليج بمبة شرقي الساحل الليبي، تنتشر مجموعة من الجزر بهوائها العليل، ومناظر أعماقها التي تهيمن عليها المروج المفروشة بالأعشاب البحرية، والمكسية بشعب مرجانية متباينة الألوان، ما جعل مياه الخليج بيئة مناسبة لعديد الاحياء البحرية، وفرصة مثيرة لهواة الغوص، وعشاق الحياة البحرية.